# Kwasy tejchojowe
Kwasy tejchojowe, TA (z ang. teichoic acids), WTA (z ang. wall teichoic acids) – organiczne, polimerowe związki chemiczne, składające się z fosforanu glicerolu, fosforanu glukozy lub fosforanu rybitolu połączonego z grupami fosforowymi.
Kwasy tejchojowe są ważnym strukturalnym i funkcjonalnym składnikiem ściany komórkowej większości bakterii Gram-dodatnich, np. gatunki z rodzajów: Staphylococcus, Streptococcus, Bacillus, Clostridium, Corynebacterium i Listeria.